# Кеббаб, Набиль
Набиль Кеббаб (араб. نبيل كباب‎; род. 30 декабря 1983, Тизи-Узу, Алжир) — алжирский пловец вольным стилем, призёр Средиземноморских игр (2005, 2009), чемпион Всеафриканских игр (2007), участник Олимпийских игр (2008, 2012).
Специализируется на плавании свободным стилем на короткие дистанции. В 2007 году был чемпионом Всеафриканских игр в плавании свободным стилем на 200 метров. В 2008 и 2012 году участвовал в Олимпийских играх в Пекине и Лондоне. Выступал на дистанции 100 метров и оба раза не прошёл дальше предварительных заплывов, показав 32-й и 33-й результат соответственно.